# Lagynochthonius biyunensis
Espèce
Lagynochthonius biyunensis est une espèce de pseudoscorpions de la famille des Chthoniidae.

## Distribution
Cette espèce est endémique du Guizhou en Chine. Elle se rencontre dans le xian de Pan dans la grotte Biyun.

## Description
Les mâles mesurent de 2,02 à 2,10 mm et les femelles de 2,19 à 2,27 mm.

## Systématique et taxinomie
Cette espèce a été décrite par Hou, Feng et Zhang en 2023.

## Étymologie
Son nom d'espèce, composé de biyun et du suffixe latin -ensis, « qui vit dans, qui habite », lui a été donné en référence au lieu de sa découverte, la grotte Biyun.

## Publication originale
- Hou, Feng & Zhang, 2023 : « New cave-dwelling pseudoscorpions of the genus Lagynochthonius (Pseudoscorpiones, Chthoniidae) from Guizhou in China. » Zootaxa, no 5309(1), p. 1-64.